# 행복 그래피티
행복 그래피티(幸腹グラフィティ 고우후쿠그라피티[*])는 카와이 마코토가 지은 일본의 네컷 만화이다. 호분샤의 망가 타임 키라라 미라클 2012년 3월호부터 2016년 11월호까지 연재되었다. 샤프트가 제작한 텔레비전 애니메이션은 2015년 1월부터 3월까지 방영하였고, 대한민국에서는 애니플러스에서 방영하였다.

## 등장인물
마치코 료(町子 リョウ)
성우: 사토 리나
주인공. 중학교 2학년. 부모는 일 관계로 해외에 살고 있어 할머니가 길러주고 있었지만, 할머니의 타계 이후는 독신 생활을 하고 있다. 숙모인 아키라의 요청에 따라 매주 토요일만 키린을 아파트에 묵게 했다. 미술계 고등학교를 지망하고 있으며, 따라서 미술 학원에 다니고, 그래서 시이나와 알게 되었다. 나중에 미술계 고등학교에 입학하여 키린과 시이나와 같은 반이 된다.
가사 전반을 실수없이 하며, 특히 요리는 일본, 서양, 중화 및 다양한 장르를 자신있게 한다.
모리노 키린(森野 きりん)
성우: 오가메 아스카
료의 육촌이자 동갑인 여자 아이. 도쿄의 미술 학교에 다니는 것을 희망하고 있어, 매주 일요일에 다니는 미술 학원에 통학 관계로 토요일은 료의 집에 묵는다. 몹시 정중하고 낯가림이 심하며, 아이 같은 면이 있다. 키가 작지만, 힘에 세며 운동 능력도 뛰어나다.
료, 시이나와 같은 고등학교에 합격하고 통학을 위해 료의 집으로 이사한다. 고등학교 농구부에 입부한다.
시이나 (椎名)
성우: 코마츠 미카코
료와 키린이 다니는 미술 학원의 여학생. 시원하고 신비로운 분위기의, 병약한 미소녀. 집은 도내에 있는 큰 옛집이며, 밭과 밭을 노리는 야생 동물을 잡기 위한 함정, 죽림이 있다.

## 만화
'행복 그래피티'는 카와이 마코토가 쓴 일본의 네컷 만화이다. 호분샤의 망가 타임 키라라 미라클! 지의 2012년 3월호부터 연재를 시작했다. 호분샤는 단행본 제 1권을 2013년 1월 26일에 발매했으며, 2014년 3월 27일에는 단행본 제 3권이 말매되었다.

## 애니메이션
샤프트가 제작한 텔레비전 애니메이션은 감독은 신모 아키유키가 맡았는데, TBS, BS-TBS에서 2015년 1월부터 방영될 예정이다. 각본은 오카다 마리, 캐릭터 디자인은 시오츠키 카즈야가 맡았다.